# Feministická teologie

Feministický znak symbolizující rovnost pohlaví

Feministická teologie je teologický proud, jenž by měl patřit do systematické teologie. Usiluje o revizi maskulinních atributů božství. Poukazuje na historickou podmíněnost společenské podřízenosti žen v rámci náboženských tradic. Odmítá sexismus a diskriminaci.

## Charakteristika feministické teologie
Feministická teologie interpretuje tradici z ženského pohledu. Ptá se, kde hrály ženy aktivní roli a kde naopak musely mlčet a proč.
Skutečnost, že feministická teologie vychází z ženské zkušenosti, je častým důvodem toho, že je jako teologická reflexe považována za „ neobjektivní“ na rozdíl od tradiční systematické teologie. Také existují silné tendence zacházet s tímto principem „zkušenosti“ jako s něčím, co je vlastní pouze feministické teologii a čím se z klasické teologie vyděluje. Takové chápání teologie je ovšem velice mylné, protože opomíjí skutečnost, že každá teologická reflexe je založena na zkušenosti. To, co činí feministickou teologii unikátní, není její důraz na zkušenost, ale na zkušenost žen. Na zkušenost, která byla v rámci teologické reflexe opomíjena a která musí být znovu objevována.

## Křesťanská feministická teologie
Podle feministických teoložek můžeme kořeny ženské křesťanské teologické tradice spatřit v životním příběhu Ježíše Krista, který je v novozákonních evangeliích popisován jako vnitřně svobodný, spontánní muž, který soucítil s marginalizovanými a utlačovanými. Mezi jeho přátele, nebo jak se píše v Bibli, učedníky, patřily také ženy-přítelkyně, učednice. Tradiční genderové role se v rámci Ježíšova hnutí v 1. století našeho letopočtu otřásají v základech, pro obě pohlaví vznikají nové volnější prostory. Na základě biblických i mimobiblických pramenů vidíme, že ženy se souhlasem mužů vyučují, prorokují a dokonce stojí v čele společenství. Ovšem rovnostářské ideje vyjádřené ve 28. verši 3. kapitoly listu Galatským „není už rozdíl mezi židem a pohanem, otrokem a svobodným, mužem a ženou, vy všichni jste jedno v Kristu Ježíši“ narážely postupem času na silný odpor. Novozákonní a nekanonické spisy odrážejí zápas, který vedlo rané křesťanství o větší spravedlnost mezi pohlavími. Tento zápas se více či méně line napříč dějinami. Zásadním zlomem pro něj byl až přelom 19. a 20. století, kdy ženy opět začaly bojovat za uznání své spirituality.

### Feministická teologie osvobození
Za dobu zrození feministické teologie osvobození můžeme považovat 60. léta minulého století. Adjektivum „osvobozenecká“ se primárně užívalo pro teologii latinskoamerickou, později se význam rozšířil na feministickou teologii, „černou“ v Severní Americe, teologii naděje a politickou teologii v Evropě. Často se všechny tyto teologie řadí pod jeden pojem, neboť se shodují v mnoha tématech, metodě a úzce mezi sebou spolupracují.
Významnou otázkou je míra biblického zakotvení feministické teologie osvobození. Podle Jany Opočenské došla feministická teologie ze všech teologií osvobození v tomto směru nejdále, především díky tomu, že ženy měly k biblistické vědě přístup již o něco dříve. Mají tedy určitou tradici, na které je možné stavět, a zároveň mezi sebou velice dobře komunikují a často si vyměňují svoje exegetické poznatky. Na druhou stranu nesmí být zapomenuto, že feministická teologie osvobození rovněž považuje Bibli za dokument patriarchální kultury, psaný muži, předkládající jejich obraz Boha a androcentrickou představu o životě, kde musí teprve být nalezena osvobozující tradice vhodná pro ženy.

### Metodologické zakotvení a zdroje feministické teologie osvobození
Feministická teologie, podobně jako ostatní teologie osvobození, používá ve své práci induktivní metodu. Jako výchozí materiál jí slouží prožívané zkušenosti, životní situace nebo historický globální proces. Tyto zkušenosti se uvádějí do vztahu k Bibli a nastávají pokusy o teologickou interpretaci. Existuje zde snaha vyjádřit pomocí biblických příběhů přítomnost Praxe, reflexe a znovuobnovená praxe je teologický model, který je typický pro všechny teologie osvobození, včetně feministické teologie osvobození. Pro feministickou teologii osvobození to může znamenat zlomení okovů aristotelovského vězení, do které byla natlačena helenizací ve 3. století a které upřednostňovalo teorii nad praxí. Ve feministické teologii osvobození je naopak zásadní praxe a živá víra.

### Pohled na Bibli
Významnou otázkou je míra biblického zakotvení feministické teologie osvobození. Podle Jany Opočenské došla feministická teologie ze všech teologií osvobození v tomto směru nejdále, především díky tomu, že ženy měly k biblistické vědě přístup již o něco dříve. Mají tedy určitou tradici, na které je možné stavět, a zároveň mezi sebou velice dobře komunikují a často si vyměňují svoje exegetické poznatky. Na druhou stranu nesmí být zapomenuto, že feministická teologie osvobození považuje Bibli za dokument patriarchální kultury, psaný muži, předkládající jejich obraz Boha a androcentrickou představu o životě, kde musí teprve být nalezena osvobozující tradice vhodná pro ženy.

### Hlavní představitelky
Za hlavní představitelky feministické teologie osvobození můžeme považovat Carter Heyward, E. S. Fiorenzu, R. R. Ruetherová a Phillys Trible z USA. V Evropě pak Catharinu Halkes, Luise Schotroff, Dorothee Sölle.

## Feministická teologie v ČR
V českém prostředí se touto problematikou zabývá nejvíce a nejdelší dobu Jana Opočenská. Vymezuje feministickou teologii jako intenzivně se rozvíjející vědu, jež se děje v zásadě v dialogickém procesu a zahrnuje nejen intelekt, nýbrž všechny smysly. Cílem feministické teologie není pouze vybojovat místo ženám v jejich vlastní spiritualitě, ale usiluje o plné integrované lidství, o celou rekonstrukci tradiční systematické teologie.